# Dimitri Verhulst
Dimitri Verhulst (Aalst, 2 oktober 1972) is een Belgische schrijver, dichter en filmregisseur.

## Bio- en bibliografie
Dimitri Verhulst werd geboren te Aalst en groeide op in Nieuwerkerken. Bekend is dat zijn vader een postbode was met een drankprobleem. Daarnaast beschreef Verhulst het als een moeilijke jeugd. Hijzelf zei het volgende: “Er werd ongelofelijk veel gevochten thuis, de pinten vlogen door de woonkamer, er hing altijd agressie in de lucht (…) wij waren de losers, het crapuul, de messenvechters.”.
De titel Assevrijdag uit 1992 is een eigen uitgave voor enkele vrienden en bekenden. Zijn officiële debuut was de verhalenbundel De kamer hiernaast (1999), die genomineerd werd voor de NRC-prijs. Hij publiceerde verhalen en gedichten in verschillende literaire tijdschriften, waaronder Nieuw Wereldtijdschrift, De Brakke Hond en het tijdschrift Underground, waarvan hij redacteur is.
In 2001 verscheen de roman Niets, niemand en redelijk stil, later dat jaar gevolgd door Liefde, tenzij anders vermeld. De roman De verveling van de keeper verscheen in 2002.
In 2003 publiceerde hij Problemski Hotel, dat vertaald werd in het Duits, Deens, Engels, Frans, Hebreeuws, Sloveens, Italiaans, Pools en Hongaars.
De roman De zeven laatste zinnen is een tekst bij het muziekstuk Die Sieben Letzten Worte van componist Joseph Haydn. Bij het boek zijn twee cd's bijgevoegd; op één leest Verhulst het boek voor, op de ander voert het Ensor strijkkwartet de muziek uit.
De helaasheid der dingen (2006) werd een succes. Verhulst won er de publieksprijs van de Gouden Uil mee, naast Humo's Gouden Bladwijzer, een nominatie voor de AKO Literatuurprijs, en De Inktaap 2008. De autobiografische schets van een Vlaamse voorstadsgemeente werd zowel in Vlaamse als Nederlandse media enthousiast onthaald. De verfilming door de Vlaamse regisseur Felix Van Groeningen liet niet lang op zich wachten; in januari 2008 begonnen de opnames. Op het Filmfestival van Cannes 2009 werd De helaasheid der dingen geselecteerd voor de Quinzaine des Réalisateurs. De film kreeg in Cannes de Prix Art et Essai, een onderscheiding van de organisatie die 3.000 onafhankelijke bioscoopzalen wereldwijd groepeert.
De literaire jongerenprijs De Inktaap nomineerde De helaasheid der dingen naast Arnon Grunbergs Tirza en Hans Münstermanns De bekoring in 2008. De prijsuitreiking van De Inktaap vond plaats in de Singel te Antwerpen op 3 maart 2008. Verhulst veroverde de prijs als gedoodverfde winnaar.
Hierna volgde de novelle Mevrouw Verona daalt de heuvel af (2006), die als enige Vlaamse werk genomineerd werd voor de AKO Literatuurprijs 2007.
Op 23 september 2008 stuntten zijn uitgever Contact en het weekblad Humo met de uitgave van zijn nieuwe roman Godverdomse dagen op een godverdomse bol. Het boek, met een oplage van 320.000 exemplaren, werd gratis geleverd als bijlage bij Humo (€ 2,30); een nooit eerder geziene promocampagne voor een Vlaams literair werk.
Verhulst verscheen in oktober 2008 (met de Nederlandse auteur Naema Tahir) in de eerste aflevering van het tv-programma Iets met boeken van Canvas en VPRO.
Hij werd aangezocht als curator van het boekenfestival Zogezegd in Gent in 2009 dat de Literaire Lente in Vlaanderen opent. In Humo's Pop Poll 2009 werd hij de winnaar in de categorie 'beste boek' met Godverdomse dagen op een godverdomse bol. Voor dit werk ontving de auteur tevens de Libris Literatuur Prijs 2009. De vijfkoppige jury loofde het werk als een 'sardonische komedie, waarbij de mens zowel dader als lijdend voorwerp is'; daarbij oordeelde men dat het boek niet onder de noemer klassieke roman valt maar elke genreomschrijving vakkundig omzeilt. De jury prees het boek 'als een vuurwerk van taal en een literaire prestatie van formaat van iemand die het métier tot in de puntjes beheerst. Het is een boek dat de lezer in een hoek dwingt, hem voor de keuze plaatst'.
Godverdomse dagen op een godverdomse bol werd genomineerd voor De Inktaap 2010, naast de latere prijswinnaars Over de liefde van Doeschka Meijsing en Alleen maar nette mensen van Robert Vuijsje. In september 2009 verscheen het boek op de tiplijst of longlist van de AKO Literatuurprijs.
In februari 2010 werd Verhulst ambassadeur van stichting Varkens in Nood. Beroemde Nederlandse schrijvers als J.J. Voskuil en Jan Terlouw zijn hem daarin voorgegaan. Zijn doel is om in België de praktijk om biggen te castreren ter voorkoming van berengeur te stoppen. Hij draagt daarmee het standpunt van Varkens in Nood uit, dat vlees met berengeur nauwelijks voorkomt, en via geurdetectie aan de slachtlijn uit de rekken van de supermarkten kan worden gehouden. In een opiniestuk in De Morgen noemde Verhulst zichzelf 'klotenambassadeur'.
Verhulst schreef in december 2011 in Hoe durven ze?, de bestseller van Peter Mertens (voorzitter PVDA), een 'Woord vooraf' waarvan de laatste zinnen luiden:
'Intellectuele eerlijkheid begint daar waar men de moed heeft zijn opinies te toetsen aan die van anderen. De wind waait nu al lang genoeg van rechts. Dit boek, dat ik des te zeer zou willen bestickeren als "noodzakelijk", begroet ik als een warm en hernieuwd begin in de strijd tegen het asocialisme.'
In februari 2014 werd bekend dat De laatkomer op de longlist van de Gouden Boekenuil stond. In oktober 2016 verscheen de roman Spoo Pee Doo, die de eerste drie weken gratis te downloaden was. Verhulst presenteerde in het voorjaar van 2017 de achtdelige VPRO-serie Made in Europe, over de kunst als verbindende factor in Europa. In de zomer van 2017 is Verhulst regelmatig te zien als gast in het programma Tour du Jour tijdens de Ronde van Frankrijk.
Op 1 januari 2018 verkaste Dimitri Verhulst van uitgeverij Atlas Contact naar uitgeverij Pluim. Daar zocht hij meer respect voor het schrijversvak. Rond 2020 trok Verhulst zich uit de openbaarheid terug na opschudding over het uitbrengen van zijn non-fictiewerk Onze verslaggever in de leegte. Het boek was een verslag over hoe hij kopje-onder ging na een valse beschuldiging van verkrachting. Sinds 2022 is Atlas Contact terug Verhulsts uitgever. Hebben en zijn werd er uitgegeven, een 'filosofische roman waarvoor hij zich liet inspireren door de Franse existentialisten'.
In 2024 nam hij deel aan De Slimste Mens ter Wereld.

## Publicaties
- G (De Gigantomaan), i.s.m. Danny Ronaldo, 7e deel in de Antwerpse Stad van Letters-serie, 2004, 1.500 exx.
- Yerma vraagt een toefeling, 2005, vertaling van het toneelstuk Yerma van Federico García Lorca, 500 exx. + 30 luxe-exemplaren
- Boekendiefstal is een zegen voor de middenstand, 2005, jaargeschenk uitgeverij Contact, 2.250 exx.
- Wie dronk Hector Hernandez op?, radioboek 2006, 999 exx.
- Waarover al de liedjes gaan, 2009, kort verhaal voor Stories For Life, in het kader van Music For Life
- Essay over het toegewijde bestaan als supporter van voetbalclub Standard de Liège, november 2009, speciaal geschreven voor de Literaire Juweeltjes-reeks
- Laudatio voor Jeroen Brouwers, 2014, gelegenheidstekst (uitgeverij Demian)

## Onderscheidingen
- 2007: Publieksprijs Gouden Uil voor De helaasheid der dingen
- 2007: Humo's Gouden Bladwijzer voor De helaasheid der dingen
- 2008: De Inktaap voor De helaasheid der dingen, literaire jongerenprijs Vlaanderen, Nederland en Suriname
- 2009: Beste Boek 2008 Humo's Pop Poll voor Godverdomse dagen op een godverdomse bol
- 2009: De Libris Literatuur Prijs voor Godverdomse dagen op een godverdomse bol
- 2014: Beste Boek 2013 Humo's Pop Poll voor De laatkomer
- 2015: Tzumprijs voor de beste literaire zin uit Kaddisj voor een kut
- 2017: Young Europeans Prize for Literature 2017 voor De laatkomer

## Bestseller 60
| Boeken met noteringen in de Nederlandse Bestseller 60 | Jaar van verschijnen | Datum van binnenkomst | Hoogste positie | Aantal weken | Opmerkingen |
| ----------------------------------------------------- | -------------------- | --------------------- | --------------- | ------------ | ----------- |
| Mevrouw Verona daalt de heuvel af                     | 2006                 | 14-11-2007            | 36              | 1            |             |
| Godverdomse dagen op een godverdomse bol              | 2008                 | 08-10-2008            | 11              | 12           |             |
| De helaasheid der dingen                              | 2006                 | 28-10-2009            | 49              | 1            |             |
| De laatste liefde van mijn moeder                     | 2010                 | 25-08-2010            | 26              | 6            |             |
| De intrede van Christus in Brussel                    | 2011                 | 05-10-2011            | 40              | 1            |             |
| De laatkomer                                          | 2013                 | 22-05-2013            | 6               | 19           |             |
| Kaddisj voor een kut                                  | 2014                 | 03-09-2014            | 23              | 3            |             |
| Bloedboek                                             | 2015                 | 11-11-2015            | 26              | 2            |             |
| Hebben en zijn                                        | 2022                 | 18-05-2022            | 19              | 4            |             |
| Bechamel Mucho                                        | 2024                 | 12-06-2024            | 21              | 10           |             |

- Bibsys: 10024978
- Bibliothèque nationale de France: cb150087957 (data)
- Catàleg d'autoritats de noms i títols de Catalunya: 981059745528006706
- CiNii: DA17489175
- Digitale Bibliotheek voor de Nederlandse Letteren: verh075
- Gemeinsame Normdatei: 129360457
- International Standard Name Identifier: 0000 0001 2023 1322
- Library of Congress Control Number: n99261100
- MusicBrainz: 305e1b5d-25ca-41ea-9071-26e11863dd5e
- Bibliotheek van het Japanse parlement: 001101166
- Nationale Bibliotheek van Tsjechië: xx0136377
- Nationale Bibliotheek van Israël: 987007300205905171
- Nationale Bibliotheek van Polen: a0000003125578
- Nationale en Universitaire bibliotheek Zagreb: 000513198
- Nederlandse Thesaurus van Auteursnamen: 18080975X
- Réseau des bibliothèques de Suisse occidentale: 02-A011767066
- Système universitaire de documentation: 092836739
- Virtual International Authority File: 29808258
- WorldCat: E39PBJvHhb7fwhjK8PjpT648YP